# Маршалл, Даг
Да́глас Га́рретт Ма́ршалл (англ. Douglas Garrett Marshall; 3 февраля 1977, Висейлия) — американский боец смешанного стиля средней, полутяжёлой и тяжёлой весовых категорий, выступающий на профессиональном уровне с 2003 года. Участвовал в турнирах многих известных организаций, таких как WEC, PFC, Bellator. Владел титулом чемпиона WEC в полутяжёлом весе (2006—2008), является победителем восьмого сезона Bellator в среднем весе.

## Биография
Даг Маршалл родился 3 февраля 1977 года в городе Висейлия, штат Калифорния. Был трудным подростком, часто дрался со сверстниками на улице. Когда ему было четырнадцать лет, родители развелись. Во время учёбы в старшей школе играл за местную футбольную команду, хотя из-за постоянных драк несколько раз отчислялся и окончил обучение с трудом. Позже, чтобы содержать себя, работал на стройке, занимался укладкой полов.
В единоборства пришёл довольно поздно, в возрасте 26 лет — однажды они с отцом побывали на турнире World Extreme Cagefighting и, посмотрев на одного из бойцов, поспорили, что Даг сможет победить его в клетке. Он начал ходить в спортзал, тренироваться — уже в октябре 2003 года дебютировал в WEC, а в третьем своём бою взял верх над тем бойцом, о котором был спор. Изначально дрался среди тяжеловесов, но руководство организации вскоре отказалось от этой весовой категории, и ему пришлось спуститься в полутяжёлый вес. После четырёх побед потерпел два поражения подряд, от Джеймса Ирвина и Тима Маккинзи, однако затем сделал четырёхматчевую беспроигрышную серию, в том числе завоевал и дважды защитил чемпионский титул. Лишился чемпионского титула в марте 2008 года, проиграв нокаутом соотечественнику Брайану Стэнну.
Покинув WEC, в последующие годы Маршалл выступал в среднем весе в нескольких независимых промоушенах: Palace Fighting Championship, PureCombat, Tachi Palace Fights, Super Fight League. Наиболее значимые бои в этот период — победа нокаутом над Китом Берри, поражение нокаутом от Киаси Усколы, проигрыш удушающим бразильцу Живе Сантане, поражение нокаутом от хорвата Зелга Галешича.
Несмотря на частые проигрыши, в 2012 году Маршалл получил приглашение принять участие в турнирах престижной американской организации Bellator, в 2013-м удостоился права выступить в восьмом сезоне гран-при среднего веса — в четвертьфинале, полуфинале и финале последовательно одержал победу над шведом Андреасом Спонгом, россиянином Султаном Алиевым и соотечественником Бреттом Купером. Став победителем гран-при, получил возможность оспорить титул чемпиона, который на тот момент принадлежал россиянину Александру Шлеменко. Тем не менее, против Шлеменко он не продержался даже одного раунда, был нокаутирован ударом рукой в печень. Спустя какое-то время после боя его уличили в употреблении запрещённых веществ, в результате Атлетическая комиссия Пенсильвании дисквалифицировала его на несколько месяцев.
Отбыв срок дисквалификации, в 2014 году Маршалл продолжил участвовать в турнирах Bellator, в частности, в сентябре провёл бой против голландца суринамского происхождения Мелвина Манхуфа, но проиграл ему нокаутом.

## Статистика в профессиональном ММА
| Результат | Рекорд | Соперник           | Способ                                    | Турнир                                          | Дата             | Раунд | Время | Место              | Примечание |
| --------- | ------ | ------------------ | ----------------------------------------- | ----------------------------------------------- | ---------------- | ----- | ----- | ------------------ | ---------- |
| Поражение | 18-8   | Мелвин Манхуф      | Нокаут (удар рукой)                       | Bellator 125                                    | 19 сентября 2014 | 1     | 1:45  | Фресно, США        |            |
| Поражение | 18-7   | Александр Шлеменко | Нокаут (удар рукой)                       | Bellator 109 (чемпионский бой)                  | 22 ноября 2013   | 1     | 4:28  | Бетлехем, США      |            |
| Победа    | 18-6   | Бретт Купер        | Нокаут (удар рукой)                       | Bellator 95 (финал)                             | 4 апреля 2013    | 1     | 3:39  | Атлантик-Сити, США |            |
| Победа    | 17-6   | Султан Алиев       | Решение судей (раздельное)                | Bellator 92 (полуфинал)                         | 7 марта 2013     | 3     | 5:00  | Темекьюла, США     |            |
| Победа    | 16-6   | Андреас Спонг      | Нокаут (удар рукой)                       | Bellator 89 (четвертьфинал)                     | 14 февраля 2013  | 1     | 3:03  | Шарлотт, США       |            |
| Победа    | 15-6   | Кала Хосе          | Нокаут (удар рукой)                       | Bellator 82                                     | 30 ноября 2012   | 1     | 0:22  | Маунт-Плезант, США |            |
| Поражение | 14-6   | Зелг Галешич       | Нокаут (удар коленом)                     | Super Fight League 3                            | 6 мая 2012       | 1     | 0:34  | Нью-Дели, Индия    |            |
| Победа    | 14-5   | Ричард Блейк       | Нокаут (удар рукой)                       | Twilight Fight Night: Numero Uno                | 10 сентября 2011 | 1     | 0:21  | Вудлейк, США       |            |
| Поражение | 13-5   | Жива Сантана       | Техническая сдача (удушение сзади)        | Tachi Palace Fights 10                          | 5 августа 2011   | 1     | 0:29  | Лемур, США         |            |
| Поражение | 13-4   | Киаси Ускола       | Нокаут (удары руками)                     | Tachi Palace Fights: High Stakes                | 13 сентября 2010 | 1     | 3:17  | Лемур, США         |            |
| Победа    | 13-3   | Би Джей Лэйси      | Удушение сзади                            | Playboy Fight Night                             | 6 марта 2010     | 3     | 1:35  | Висейлия, США      |            |
| Победа    | 12-3   | Кит Берри          | Нокаут (удары руками)                     | PureCombat: Fearless                            | 17 октября 2009  | 1     | 4:41  | Туларе, США        |            |
| Победа    | 11-3   | Джейми Джара       | Решение судей (раздельное)                | Palace Fighting Championship 13                 | 8 мая 2009       | 3     | 3:00  | Лемур, США         |            |
| Победа    | 10-3   | Рафаэль дель Рил   | Технический нокаут (удары руками)         | Palace Fighting Championship 11                 | 20 ноября 2008   | 1     | 1:09  | Лемур, США         |            |
| Победа    | 9-3    | Фил Коллинс        | Технический нокаут (удары руками)         | Palace Fighting Championship 9                  | 18 июля 2008     | 2     | 0:40  | Лемур, США         |            |
| Поражение | 8-3    | Брайан Стэнн       | Нокаут (удары руками)                     | World Extreme Cagefighting 33 (третья защита)   | 26 марта 2008    | 1     | 1:35  | Лас-Вегас, США     |            |
| Победа    | 8-2    | Ариэль Гандулла    | Рычаг локтя                               | World Extreme Cagefighting 31 (вторая защита)   | 12 декабря 2007  | 1     | 0:55  | Лас-Вегас, США     |            |
| Победа    | 7-2    | Джастин Макэлфреш  | Нокаут (удар рукой)                       | World Extreme Cagefighting 27 (первая защита)   | 12 мая 2007      | 1     | 2:16  | Лас-Вегас, США     |            |
| Победа    | 6-2    | Лоудан Синкейд     | Технический нокаут (удары руками)         | World Extreme Cagefighting 23 (чемпионский бой) | 17 августа 2006  | 2     | 0:51  | Лемур, США         |            |
| Победа    | 5-2    | Джефф Терри        | Технический нокаут (удары руками)         | World Extreme Cagefighting 22. The Hitmen       | 28 июля 2006     | 1     | 1:50  | Лемур, США         |            |
| Поражение | 4-2    | Тим Маккинзи       | Технический нокаут (удары)                | World Extreme Cagefighting 19. Undisputed       | 17 марта 2006    | 1     | 3:35  | Лемур, США         |            |
| Поражение | 4-1    | Джеймс Ирвин       | Нокаут (удар коленом)                     | World Extreme Cagefighting 15 (чемпионский бой) | 19 мая 2005      | 2     | 0:45  | Лемур, США         |            |
| Победа    | 4-0    | Карлос Гарсия      | Нокаут (удары руками)                     | World Extreme Cagefighting 12                   | 21 октября 2004  | 1     | 2:46  | Лемур, США         |            |
| Победа    | 3-0    | Энтони Аррия       | Рычаг локтя                               | World Extreme Cagefighting 10                   | 21 мая 2004      | 1     | 0:22  | Лемур, США         |            |
| Победа    | 2-0    | Лавар Джонсон      | Технический нокаут (отказ от продолжения) | World Extreme Cagefighting 9                    | 16 января 2004   | 1     | 5:00  | Лемур, США         |            |
| Победа    | 1-0    | Энтони Фуллер      | Сдача (удары)                             | World Extreme Cagefighting 8                    | 17 октября 2003  | 1     | 0:32  | Лемур, США         |            |